# Кліффорд Абоаг'є
Кліффорд Абоаг'є (англ. Clifford Aboagye, нар. 11 лютого 1995, Аккра) — ганський футболіст, півзахисник лівійського клубу «Аль-Мурудж». Виступав також за низку закордонних клубів та молодіжну збірну Гани.

## Клубна кар'єра
Кліффорд Абоаг'є народився 1995 року в місті Аккра. Займався в юнацьких командах футбольних клубів «Інтер Еллайс» та «Удінезе». У 2013 році Абоаг'є перейшов до фарм-клубу іспанської команди «Гранада», а в 2015 році був переведений до основної команди клубу, проте за основну команду клубу грав рідко, і до 2017 року переважно грав за другу команду клубу.
У 2017 році Кліффорд Абоаг'є перейшов до складу мексиканської команди «Атлас», з якої в 2019 році ганського півзахисника віддали в оренду до іншого мексиканського клубу «Керетаро». З 2020 до 2023 року Абоаг'є грав у мексиканських клубах «Тіхуана», «Пуебла», та знову в клубі «Керетаро». З 2024 року ганський футболіст грає в лівійському клубі «Аль-Мурудж».

## Виступи за збірну
У 2013 році Кліффорд Абоаг'є грав у складі молодіжної збірної Гани на молодіжному чемпіонаті світу 2013 року, на якому ганська молодіжна зайняла третє місце, а Абоаг'є отримав «Бронзовий м'яч». У 2015 році футболіст брав участь у молодіжному чемпіонаті світу 2015 року, де ганська молодіжка вибула в 1/8 фіналу.